# 駐馬店市
駐馬店市（ちゅうばてんし）は、中華人民共和国河南省に位置する地級市。

## 地理
河南省の南部に位置し、周口市、漯河市、平頂山市、南陽市、信陽市に接する。

## 歴史
2000年8月に駐馬店市の設立。

## 行政区画
1市轄区・9県を管轄下に置く。
- 市轄区：
  - 駅城区
- 県：
  - 新蔡県・上蔡県・平輿県・正陽県・確山県・泌陽県・汝南県・西平県・遂平県

| 駐馬店市の地図                                                        |
| --------------------------------------------------------------------- |
| 駅城区 西平県 上蔡県 平輿県 正陽県 確山県 泌陽県 汝南県 遂平県 新蔡県 |

### 年表
この節の出典

#### 駐馬店地区
- 1965年6月16日 - 河南省信陽専区確山県・汝南県・平輿県・新蔡県・上蔡県・西平県・遂平県・正陽県、南陽専区泌陽県を編入。駐馬店専区が発足。(9県1鎮)
  - 確山県の一部が分立し、駐馬店鎮が発足。
- 1965年11月13日 - 泌陽県の一部が南陽専区南陽県・唐河県・方城県の各一部と合併し、南陽専区社旗県となる。(9県1鎮)
- 1969年3月15日 - 駐馬店専区が駐馬店地区に改称。(9県1鎮)
- 1980年9月26日 - 駐馬店鎮および確山県の一部が合併し、駐馬店市が発足。(1市9県)
- 2000年6月8日 - 駐馬店地区が地級市の駐馬店市に昇格。

#### 駐馬店市
- 2000年6月8日 - 駐馬店地区が地級市の駐馬店市に昇格。(1区9県)
  - 駐馬店市が区制施行し、駅城区となる。
- 2001年12月25日 - 確山県・遂平県・汝南県の各一部が駅城区に編入。(1区9県)
- 2009年12月21日 - 確山県の一部が駅城区に編入。(1区9県)
- 2010年5月5日 - 泌陽県の一部が駅城区に編入。(1区9県)
- 2011年1月4日 - 泌陽県の一部が駅城区に編入。(1区9県)
- 2014年7月6日 - 駅城区の一部が確山県に編入。(1区9県)

## 交通
鉄道
- 京広線

道路
- 京珠高速道路